# Bostwickita
La bostwickita és un mineral de la classe dels silicats. Rep el nom en honor de Richard "Dick" Bostwick (19 de gener de 1943 -], autor, editor, conferenciant i destacat col·leccionista de minerals, amb especial èmfasi en els minerals fluorescents.

## Característiques
La bostwickita és un silicat de fórmula química CaMn₆Si₃O16·7H₂O. Va ser aprovada com a espècie vàlida per l'Associació Mineralògica Internacional l'any 1983. Cristal·litza en el sistema ortoròmbic. La seva duresa a l'escala de Mohs és 1. Segons la classificació de Nickel-Strunz, la bostwickita pertany a «09.HC - Silicats sense classificar, amb Mn, Fe» juntament amb l'erlianita.

## Formació i jaciments
Va ser descoberta a la mina Taylor, ubicada a la localitat de Franklin, al comtat de Sussex (Nova Jersey, Estats Units). Es tracta de l'únic indret de tot el planeta on ha estat descrita aquesta espècie mineral.